# I Kill Giants
I Kill Giants è un fumetto statunitense, pubblicato in forma di miniserie, scritto da Joe Kelly e disegnato da J. M. Ken Niimura. Racconta le vicende di Barbara, una bambina che per superare le difficoltà della vita si rifugia in un mondo fatto di mostri e magia.

## Trama
Barbara Thorson è una ragazzina asociale ossessionata dai giochi di ruolo come Dungeons & Dragons. È dotata di una fantasia sfrenata ed è convinta del fatto che i giganti esistano davvero e stiano arrivando nella sua città per distruggere tutto. Fortunatamente Barbara è in possesso dell'unica arma in grado di fermarli.

## Personaggi
BarbaraVive in una casa sulla spiaggia di Oyster Bay, a Long Island, insieme alla madre malata che non si può muovere dal letto e ai due fratelli maggiori. Il padre ha lasciato la famiglia da tempo.
SophiaÈ l'amica del cuore di Barbara, l'unica a non prenderla in giro per le sue fantasie sui giganti.
TaylorÈ la bulla della scuola di Barbara e non perde occasione per tormentarla.
Signora MolleÈ la psicologa della scuola che cerca di aiutare Barbara a superare tutte le sue difficoltà.

## Pubblicazione
Uscito in sette numeri a cadenza mensile in lingua originale tra luglio 2008 e gennaio 2009, in Italia è stato pubblicato per la prima volta in un unico volume nel 2010 da BAO Publishing. Tirato a 1.500 esemplari, il volume è poi stato ristampato nel 2013. Nel 2018 BAO ha pubblicato la Titan Edition dell'opera, un'edizione riveduta con materiali aggiuntivi.

## Premi
I Kill Giants ha vinto il "Best Indy Book" dell'IGN nel 2008 ed è stato inserito tra i migliori dieci fumetti del 2009 dalla rivista New York.
In Italia, Joe Kelly ha vinto il Premio Gran Guinigi per la migliore sceneggiatura nell'edizione 2011 di Lucca Comics & Games proprio per I Kill Giants.

## Altri media
Nel marzo 2015, Treehouse Pictures annuncia un adattamento cinematografico del fumetto, che sarebbe stato diretto da Anders Walter, basato sulla sceneggiatura dello stesso Joe Kelly. Il 13 settembre 2015, le attrici Zoe Saldana e Madison Wolfe hanno firmato il contratto per le parti di Signora Molle e Barbara nel film. Il lungometraggio esce nelle sale cinematografiche mondiali nel 2017 e successivamente viene messo in onda da Netflix.

## Edizioni
- Joe Kelly, I Kill Giants, disegni di JM Ken Niimura, BAO Publishing, 2010, ISBN 978-88-6543-007-1.

- Joe Kelly, I Kill Giants-Titan Edition, disegni di JM Ken Niimura, BAO Publishing, 2018, ISBN 978-88-3273-154-5.